# Друганова, Александра Борисовна
Александра Борисовна Друганова (1913, Иркутск — 1980, Москва) — советский инженер-строитель и архитектор. Специалист по строительству мостов. Лауреат Государственной премии СССР (1976).

## Биография
Родилась в 1913 году в городе Иркутске в семье ссыльных. После возвращения в Москву её отец работал художником в Историческом музее.
После окончания школы в 1930 году поступила в МИИТ на мостостроительное отделение, который окончила в 1935 году. С 1937 года и до конца жизни работала во Всесоюзном институте «Гипротрансмост».
Являлась главным инженером при строительстве метромоста в Нагатино, Рижской эстакады, моста в Крылатском, моста на автодороге Москва-Рига, моста через Ангару в Иркутске, моста через Оку в Горьком.
Умерла в Москве в 1980 году.

## Реализованные проекты
- Сартаковский железнодорожный мост через Оку (Нижний Новгород, 1961)
- Нагатинский метромост через Москву-реку (Москва, 1969)[1]
- Рижская эстакада (Москва, 1975)[1]
- Иннокентьевский мост через Ангару (Иркутск, 1978)[1]
- Строгинский мост через Москву-реку (Москва, 1980)

## Публикации
- Друганова А. Б., Каминский Б. А., Клочков Б. В. и др. Опыт строительства железнодорожного моста со сборными железобетонными арочными пролетными строениями по 150 м. — М., 1962. — 50 с.

## Награды
- Государственная премия СССР (1976) — за проектирование и строительство совмещённого моста через Москву-реку в районе Нагатино и комплекса других сооружений[1][2].
- Памятная медаль Международной федерации по железобетону — за проектирование и строительство Сартаковского железнодорожного моста через Оку.
- Золотая медаль ВДНХ (21.12.1964)[3] — за разработку конструкции железобетонного арочного пролётного строения пролётом 150 м железнодорожного моста через р. Оку в г. Горьком из сборных элементов заводского изготовления.
- Знак участника ВДНХ (13.05.1976)[4]
- Золотая медаль ЮНЕСКО[уточнить] — за проектирование и строительство Рижской эстакады.